# Pohlia lescuriana
Pohlia lescuriana là một loài Rêu trong họ Bryaceae. Loài này được (Sull.) Ochi miêu tả khoa học đầu tiên năm 1968.